# Kelly (Wisconsin, Bayfield megye)
Kelly város az USA Wisconsin államában, Bayfield megyében. Lakosainak száma 436 fő (2020. április 1.).

## Népesség
A település népességének változása:

| 2010 | 463 |
| 2020 | 436 |